# En route pour la joie
En route pour la joie è una raccolta di brani musicali del gruppo rock alternativo francese Noir Désir.

## Tracce

### Disco 1
1. En route pour la joie 	3:29
2. Un jour en France 	3:14
3. Long Time Man (live) - cover di Nick Cave 	5:22
4. Ces gens-là cover di Jacques Brel 	5:13
5. Back to You (rarità) 	4:00
6. Le Fleuve (live) 	5:01
7. Là-bas (rarità) 	2:37
8. À ton étoile (Yann Tiersen mix) 	4:08
9. Lullaby (rarità) 	1:57
10. One Trip/One Noise (Treponem Pal mix) 	5:25
11. Septembre en attendant 	2:35
12. Pyromane 	4:24
13. Comme elle vient 	2:24
14. What I Need (live) 	3:47
15. Oublié (live) 	6:20
16. Tostaky (le continent) 	5:45
17. Dirty(rarità)

### Disco 2
1. La Rage (live) 	2:56
2. Le Zen émoi 	3:26
3. L'Homme pressé 	3:45
4. Aux sombres héros de l'amer 	3:00
5. Lolita nie en bloc 	3:30
6. À la longue 	4:24
7. Toujours être ailleurs 	4:35
8. À ton étoile 	4:25
9. Oublié (Replicant mix) 	3:41
10. Lazy (demo) 	5:31
11. La Chaleur 	3:42
12. One Trip/One Noise 	4:13
13. The Holy Economic War (live) 	5:03
14. Drunken Sailors (live) 	3:03
15. Pictures of Yourself 	3:17
16. Les Écorchés (live) 	3:40
17. Working Class Hero cover di John Lennon 	3:52

### Disco 3
1. À l'arrière des taxis 	3:14
2. Here It Comes Slowly 	3:06
3. Elle va où elle veut 	3:33
4. The Chameleoncover dei Saints 	5:15
5. Marlène 	3:05
6. Twilight Zone (rarità) 	6:09
7. Song for JLP 	2:21
8. Hoo Doo 	0:46
9. Volontaire cover di Alain Bashung 	3:25
10. Ici Paris 	3:39
11. I Want You (She's So Heavy) Cover dei Beatles 	4:19
12. No, No, No 	3:28
13. Les Ecorchés (Sloy mix) 	3:57
14. Fin de siècle 	5:36
15. Helter Skelter (live) - Cover dei Beatles